# Monument national de Fossil Butte
Le monument national de Fossil Butte (en anglais : Fossil Butte National Monument) est un monument national américain situé dans l'État du Wyoming. Il protège depuis 1972 divers fossiles découverts dans plusieurs collines calcaires.